# Boa Vista do Cadeado
Boa Vista do Cadeado é um município brasileiro do estado do Rio Grande do Sul.

## Geografia
Sua população estimada em 2021 foi de 2.466 habitantes.